# Final de vida
Final de vida és un concepte que fa referència a un procés de mort pròxima, on l'esperança de vida és a curt termini. Durant la malaltia terminal acompanyen el malalt les famílies i els professionals els quals oferiran cures pal·liatives respectant la persona, per poder passar l'agonia serenament i tenir una mort digna al lloc escollit.

## Final de vida
Si bé envellir es una llei natural, totes les cultures proposen la seva pròpia interpretació del procés. La societat occidental contempla el cicle vital com una muntanya i d'altres com esglaons que converteixen la gent gran amb l'home complert que ha passat per totes les experiències de la vida.
Els projectes vitals de les persones grans es diferencien de qui te menys anys en el fet que se situen al final del cicle vital i moltes d'aquestes metes de vida que empenyen als mes joves, o ja s'han vist complertes o bé no tenen el mateix valor. Reconèixer això no significa renunciar als desitjos de les persones grans i no obviar la dimensió de futur que també aquests tenen, ja sigui per la continuïtat del projecte vital o per la seva validació.
També és aplicable el concepte de final de vida en qualsevol etapa d'aquesta quan s'identifica una mort pròxima.

### Identificació del final de vida
Si l'esperança de vida és els anys que encara resten per viure, el factor clau d'una adequada atenció al final de la vida és poder oferir als pacients perspectives de tractament basades en les seves necessitats i no en el seu pronòstic, és necessari conèixer-lo per planificar adequadament l'assistència al final de la vida aconseguint millorar amb això la qualitat de les cures. Els instruments per identificar els pacients en situació de final de vida es van definir primer en pacients oncològics i s'ha intentat buscar eines similars amb pacients amb altres patologies per exemple en la malaltia d'Alzheimer.
També s'han desenvolupat alguns sistemes de cribratge, a Catalunya el NECPAL, que podrien servir per identificar precoçment els pacients que s'atansen al final de la vida i que tindran unes necessitats específiques que s'hauran d'atendre

## Cures pal·liatives

### Cures al final de vida
Son cures dirigides als pacients les malalties dels quals no responen ja al tractament curatiu o han complert el seu cicle de la vida i estan pròxims a sortir-ne amb la mateixa naturalitat amb la qual s'hi van incorporar. Per aconseguir això els professionals, com la Infermeria:
- Acompanyen al final de la vida amb el ritme de cada persona, no sols el ritme físic sinó també el seu ritme mental, emocional. Acompanyar algú consisteix en adaptar-se al ritme de l'altre i fer-se corresponsable de l'itinerari, però no definir-lo a propori.
- Toquen utilitzant mètodes com Basale stimulation[4] o amb tècniques Snoezelen[5]
- Escolten, responen preguntes, comprenen i empatitzen.
  - Amb el pacient el diàleg és fonamental. La part racional demanarà intercanvi d'informació i la part afectiva, la complicitat amb els seus sentiments. S'ha de ser coherent amb el pensar, sentir i que es diu.
  - La família pateix un procés d'adaptació a la terminalitat amb més ansietat, patiment i sobrecàrrega.

### Malaltia Terminal
Segons SECPAL és la presència d'una malaltia avançada, progressiva i incurable amb falta de possibilitats raonables de resposta al tractament específic. Presència de nombrosos problemes o símptomes intensos, múltiples, multifactorials i canviants amb un pronòstic de vida relativament curt que provocarà gran impacte emocional al pacient, família i equip terapèutic molt relacionat amb la presència explícita o no de la mort.
A la dècada dels 60 Cicely Saunders, infermera i metgessa britànica, va observar el sofriment físic, psíquic i social que es produïa amb els pacients desnonats per la medicina. Aquesta anàlisi la va portar a desenvolupar la filosofia de les cures pal·liatives. Tota filosofia necessita d'uns pilars sobre els quals sostenir-se: el control de símptomes, la comunicació amb el pacient i el suport a la família son els del Moviment Hospice Arxivat 2016-07-01 a Wayback Machine.
Les cures pal·liatives es poden dur a terme en qualsevol àmbit:
- L'aplicació dels principis de la cura de la persona al final de la vida en el seu domicili requerirà l'adaptació de l'habitatge, del propi pacient i de la seva família. Aquests principis inclouen: higiene, actitud, seguretat, benestar, economia, efectivitat i confort, tots ells dirigits a satisfer les necessitats de les persones i dels seus membres de la família
- A Catalunya trobem els Centres d'Atenció primària,[7] PADES (Programa d'Atenció Domiciliària, Equip de Suport que és un recurs sociosanitari d'àmbit domiciliari, que dona suport a l'Atenció Primària), els centres sociosanitaris i les Residencies de Gent gran. En aquestes, la combinació de la planificació anticipada de l'atenció, la comunicació multidisciplinària i la prestació d'atenció digna (PCC) garanteixen una atenció d'alta qualitat, satisfent les preferències de cura del resident (ACP).

Els equips que fan l'acompanyament com infermeria, medicina, psicologia, treball social, tècnics sociosanitaris i agents de diferents creences religioses o voluntaris i família els cal flexibilitat, respondre a les necessitats, eficàcia, fer presència, tractar cada situació com a única, formació especifica i esforç personal.

### Aspectes ètics
El fet de tractar-se majoritàriament de persones d'edat avançada pot condicionar els plantejaments ètics en l'atenció al pacient terminal. Els prejudicis socials respecte a la vellesa poden reflectir-se a vegades en les conductes professionals. Es precís recordar que l'edat no pot ser el criteri fonamental per considerar que es tracta d'una situació terminal.
Altres principis ètics fonamentals relacionats amb l'edat avançada a tenir en compte son: la individualitat, el dret a participar de tots els beneficis socials i sanitaris i el dret a la informació i a prendre decisions lliurement.
En tot cas, la persona gran terminal té dret a morir amb dignitat.
Els professionals de la salut tenen el deure d'esforçar-se per aconseguir aquest objectiu evitant adoptar mesures extraordinàries en el diagnòstic i tractament quan aquests causin patiment. Alleugerint el dolor i el sofriment i donant suport al contacte amb persones de l'entorn familiar i social de l'avi. Han d'afavorir la comunicació terapèutica i facilitar els medis per una atenció de qualitat fins a l'últim minut.

## Agonia
Estat previ a la mort. Important deteriorament de l'estat general, sovint acompanyat de disminució de l'estat de consciència i funcions superiors

## Signes i sintomes de laagonía
1. Pèrdua de to muscular, que motiva debilitat extrema, immobilitat, incontinència,etc
2. Alentiment de la circulació que produeix disminució de la sensibilitat, refredament perifèric i a vegades lividesa i signes d'isquèmia perifèrica
3. Canvis en les constants vitals, generalment hipotensió, bradicàrdia, taquipnea amb fases d'apnea. A vegades pot aparèixer febre per infeccions recurrents
4. Alteracions cognitives com disminució del nivell de consciència, desorientació o agitació, encara que es pot mantenir lúcid fins a una fase avançada
5. Alteracions senso-perceptives, disminució de la visió, alteració del gust i de l'olfacte. La sensibilitat auditiva i la tàctil semblen ser els sentits que es mantenen durant mes temps

### Cures infermeres durant l'agonia
Les intervencions infermeres aniran encaminades al control de símptomes com el dolor, dispnea, febre, etc.
També es pot utilitzar l'estimulació basal en l'agonia, ja que ajuda a sentir la pròpia vida. L'acompanyament se centra en ofertes que permeten la percepció del propi cos. Sempre aniran junts el contacte i el moviment. Per exemple la postura d'orientació corporal ens permetra que el pacient percebi al llarg de tot el cos informació sensitiva que li permeti percebre els límits del seu cos evitant confondres amb el seu entorn. Quan el cos està abrigat amb coixins i mantes enrotllades, es perceben els límits del cos.
Recolzament emocional i atenció espiritual:
1. Mantenir la comunicació amb el pacient tot i que existeixin dades de pèrdua de consciència. Donar missatges curts i interessar-se pel seu estat. utilitzar el contacte físic i estimular als familiars perquè ho facin
2. Escoltar a la família i acceptar els moments de tensió emocional especialment al cuidador principal
3. Interessar-se per les possibles necessitats espirituals del malalt i família.[9]
4. Donar consells pràctics i concrets sobre tràmits a realitzar (papers, funerària...)

## Mort digna
És la mort lliure de distrés evitable i patiment per al pacient, famiíia, cuidadors i d'acord amb els desitjos del pacient (Voluntats anticipades Arxivat 2016-10-09 a Wayback Machine.) i la família i tenint en compte uns estàndards clínics, culturals i ètics
El millor lloc per a morir és aquell que escull el mateix pacient o si no pot, la persona que coneix els seus desitjos (Testament vital). La serenitat amb què abordem la proximitat de la mort i l'assertivitat amb què s'ofereix la possibilitat de seguir a casa o no, facilitaran que els pacients puguin triar informats lliurement. En la resta de casos, ja sigui per decisió del pacient, per necessitats tècniques o per un entorn familiar o de la mateixa habitació que no ho permeti, un altre lloc pot ser el millor per atendre un pacient en el final de la vida.